# Asymbletia dispar
Asymbletia dispar är en fjärilsart som beskrevs av Herrich-Schäffer 1855. Asymbletia dispar ingår i släktet Asymbletia och familjen nattflyn. Inga underarter finns listade i Catalogue of Life.